# Regionalflughafen Clarksville–Montgomery County

i8
i11
i13
Der Clarksville–Montgomery County Regional Airport (auch Outlaw Field; IATA-Code: CKV, ICAO-Code: KCKV) ist ein öffentlicher Flughafen für die allgemeine Luftfahrt, 6 km nordwestlich von Clarksville, Montgomery County, Tennessee, in den Vereinigten Staaten.

## Flughafendaten
Er hat zwei Asphaltpisten: eine mit 1828 m Länge und 30 m Breite und eine mit 1220 m Länge und 30 m Breite. Die Fläche des Flughafens beträgt 183 ha. Die Seehöhe beträgt 168 m.

## Geschichte
Die im Jahr 1929 gegründete Clarksville Aviation Corporation wählte ein 236 Hektar großes Feld sechs Meilen nördlich von Clarksville für ihren Flughafen. Die  Eröffnung des Flugplatzes fand vom 17. bis 18. Juni 1930 statt. Am 1. Dezember 1937 wurde die Clarksville Aviation Corporation aufgelöst und der Flughafen an das Montgomery County übertragen. In den frühen 1940er Jahren war die Hauptaktivität am Flughafen Clarksville die Ausbildung von Militärpiloten. Im Oktober 1943 erhielt der Flughafen Clarksville den Namen Outlaw Field, zu Ehren von Oberst John F. Outlaw, der bei der Gründung der Clarksville Aviation Corporation mitgeholfen hatte. Im Jahr 1947 wurde die Nordost-Südwest-Landebahn asphaltiert, beleuchtet und auf 4100 Fuß (1250 m) verlängert. Der Bau eines Terminalgebäudes wurde 1951 abgeschlossen. Im Jahr 1957 wurden die Stadt Clarksville und Montgomery County gemeinsame Eigentümer des Flughafens, was zur Gründung des Clarksville Airport Joint Committee als Verwaltungsbehörde des Flughafens führte.
Im Jahr 1960 erhielt er wieder den Status eines öffentlichen Flughafens. Ozark Airlines bot von 1955 bis 1979 kommerzielle Flugdienste nach Clarksville an. Flüge wurden nach Nashville und St. Louis durchgeführt, Letzteres mit Zwischenstopps. Im Jahr 1962 bediente Southern Airways Clarksville kurzzeitig mit Flügen nach Nashville und Memphis, Letzteres mit zwei Zwischenstopps. Von 1980 bis 1985 flog Air Kentucky dann Clarksville an. 1981 wurde Air Kentucky zu Allegheny Commuter, einem Codeshare-Zubringer für USAir; Nashville wurde bedient. Die Zubringerfluggesellschaft Prime Air war von 1985 bis 1989 die letzte Fluggesellschaft in Clarksville, zunächst mit Flügen nach Nashville, gefolgt von One-Stop-Flügen nach St. Louis.

## Flugbetrieb
Im Jahre 2020 fanden 32.475 Flugbewegungen statt, davon 15.000 lokale Bewegungen, 11.000 Zwischenlandungen, 1.000 Air-Taxi-Flüge und 5.475 militärische Flüge fanden statt. 75 einmotorige und 5 zweimotorige Flugzeuge, 1 Jetflugzeug und 5 Hubschrauber waren 2020 hier stationiert.